# Stage Entertainment
A Stage Entertainment é uma companhia musical com sede em Amsterdã, Países Baixos.

## Teatros
A Stage Entetainment também possui os teatros onde seus musicais são exibidos.
- Os Países Baixos
  - Fortis Circustheater, Haia (desde 1991)
  - Beatrix Theater, Utrecht (desde 1999)
  - VandenEnde Theater, Amsterdã (acabado em 2008)
  - Theater Fabriek Amsterdam, Amsterdã (desde 2005)
- Alemanha
  - Berlim

- Theater am Potsdamer Platz (construído 1999, conseguido 2002)
- Theater des Westens (construído 1895/96, adquirido 2003)

- Essen

- Colosseum Theater (construído 1899, adquirido 2001)

- Hamburgo

- Theater im Hafen (desde 2001)
- Operettenhaus (construído 1840, adquirido 2002)
- Neue Flora Theater (construído 1990, conseguido 2002)
- Kehrwieder Varieté-Musik-Theater (desde 2005)

- Stuttgart

- Apollo Theater (construído 1994, conseguido 2002)
- Palladium Theater (construído 1997, adqüirido 2002)

- Oberhausen

- Metronom Theater (construído 1998, adqüirido 2005)

- Espanha
  - Madri

- Teatro Lope de Vega (construído 1946)
- Teatro Coliseum

- EUA
  - New World Stages, New York
- Rússia
  - MDM Theater, Moscou
  - Rússia Theater, Moscou
- França
  - Théâtre Mogador, Paris